# مؤسسه علم و دین فارادی
الگو:Infobox Institute
مؤسسه علم و دین فارادی (انگلیسی: Faraday Institute for Science and Religion) یک موسسه مطالعات میان‌رشته‌ای بنیاد پژوهشی مستقر در کمبریج، انگلستان است. این نام از دانشمند انگلیسی قرن نوزدهم، مایکل فارادی، پیشگام القای الکترومغناطیسی گرفته شده‌است.